# Hampala dispar
Hampala dispar är en fiskart som beskrevs av Smith, 1934. Hampala dispar ingår i släktet Hampala och familjen karpfiskar. IUCN kategoriserar arten globalt som livskraftig. Inga underarter finns listade i Catalogue of Life.